# 里商乡
里商乡，中国浙江省西北部淳安县下辖的一个乡。位于淳安县南部，距离千岛湖镇（县政府所在地）20公里。
里商乡盛产茶叶，有“百里茶香，万亩茶海”之称。

## 行政区划
里商乡现辖：
鱼泉村、向阳村、大叶村、洞坑口村、石门村、石湾村、里阳村、架子岭村、里商村、塔山村、燕窝村、村坑村、江村村、武源村、五兴村和郎范村。